# Вальгалла

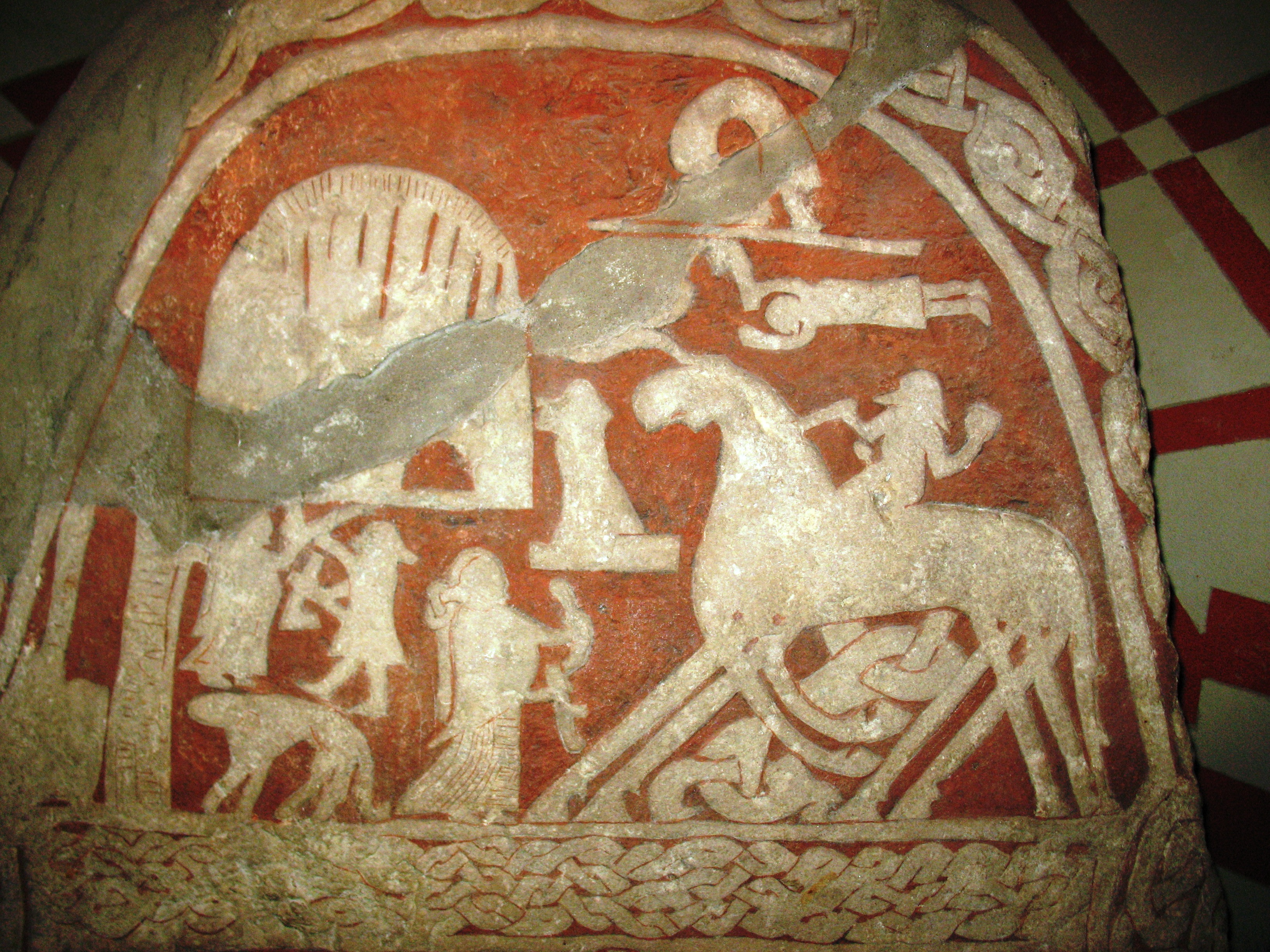
Вхід до Валгали (рунічний камінь, Готланд, G 110, Швеція)

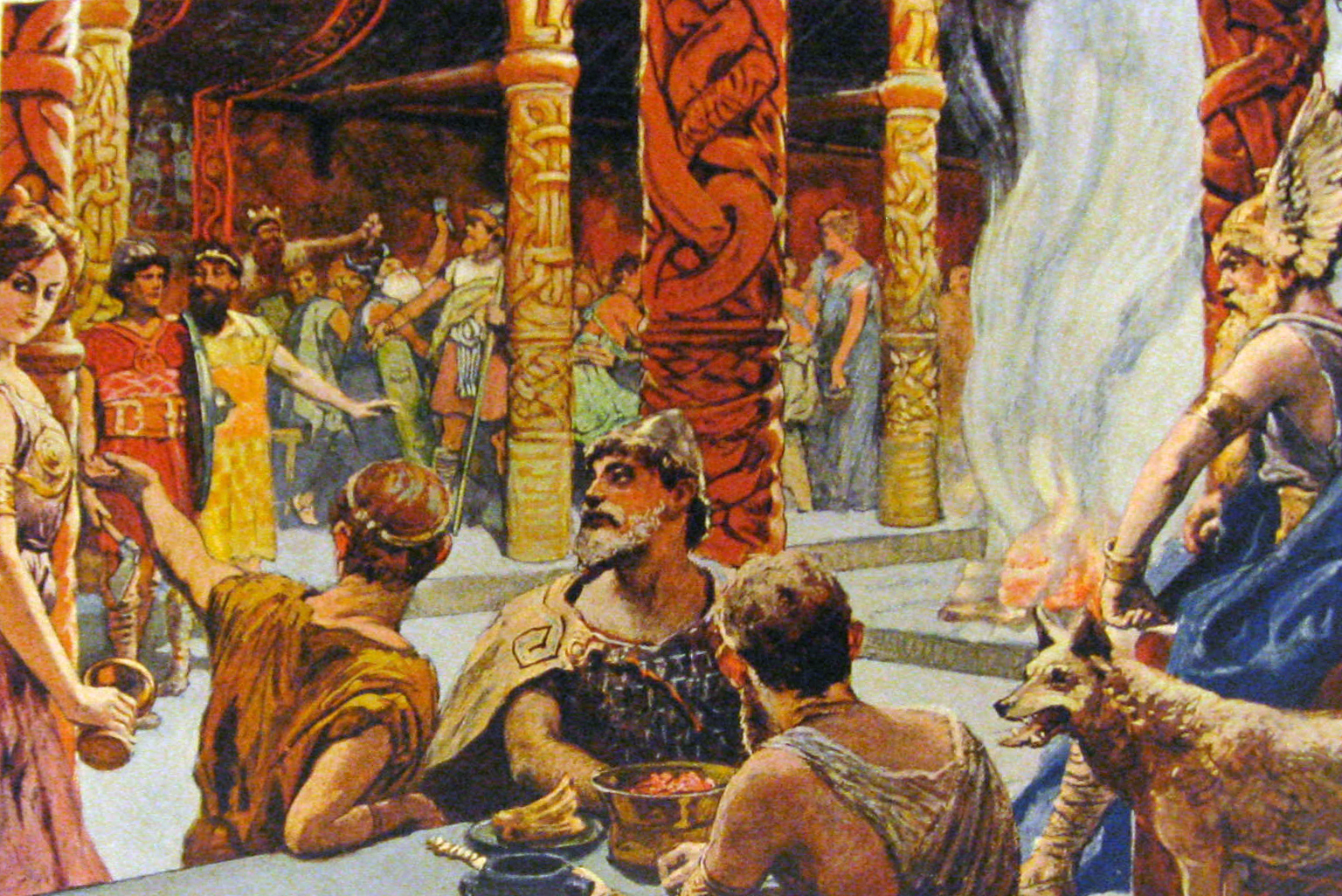
Валгала (Еміль Доплер)

Валгала, або Вальгалла (давньоскан. Valhöll, «Зала полеглих») — у германо-скандинавській міфології велика зала бога Одіна в місті Асґард, в якій за божим вибором спочивають звитяжні воїни після їхньої смерті (ейнгерії).

## Етимологія
Валгала, або Вальгалла (лат. Valhalla) — це новолатинська передача давньоскандинавського «Вальгол» (давньоскан. Valhǫll, /wɑlˈhɒlː/, «Зала полеглих»). Останнє двоскладове слово походить від valr (полеглий, загиблий [у бою]) + hǫll (зала). Перша частина слова — valr, ймовірно, спільна з прото-германським *walaz (труп, тіло, поле бою) і є когнатом давньоанглійського wæl, старосаксонського wal і старого верхньонімецького wal; висхідною формою є прото-індоєвропейське *welh₃- (рана, поранення). Друга частина слова — hǫll походить від прото-германського *hallō і є когнатом ісландського höll, норвезького, шведського і англійського hall.
Автентична назва у германо-скандинавських мовах — Валгал або Вальгалл (ісл. Valhöll, норв. Valhall, швед. Valhall, нім. Walhall).

## Побут Валгали
Під час битви над полем бою літали валькірії, які забирали до Валгали душі найхоробріших полеглих воїнів; тут вони спочивають до часу останньої великої битви, що зветься Раґнарок.
За легендою Валгала — величезна зала, що має 540 дверей, за якими спочивають по 800 бійців. Верх Валгали з золотих щитів, а стіни з металевих списів, перед дверима до Валгали стоїть дерево Ґласір (Glasir, «сяйво»), листя якого золотаво-червоне. Воно вважається найкрасивішим деревом у всіх дев'яти світах.
Їдять ейнгерії м'ясо та п'ють медовуху. М'ясом їх забезпечує величезний кабан Сегрімнір («Sæhrímnir»), якого щодня ріжуть, а щоранку він воскресає. Одін же не їсть м'яса кабана, свою порцію він віддає вовкам, які пильнують західні ворота.
Щодня воїни одягають обладунки та б'ються у смертельних поєдинках, після чого воскресають і бенкетують.
Зустрічаються й інші назви Валгали. З них найчастіше використовується «Волголла» — ця назва зустрічається в англосаксонській поемі «Беовульф».